# Llei de Frank-Starling
La llei de Frank-Starling(per Otto Frank i Ernest Henry Starling) és un principi de la fisiologia cardíaca que afirma que quan més gran és el volum de sang que entra al ventricle durant la diàstole, més gran serà el volum ejectat durant la sístole.
La causa d'això és el fet que la força de contracció ventricular és proporcional a la longitud inicial de les fibres miocardíaques: l'elongació telediastòlica, que al seu torn, depèn de la precàrrega cardíaca, que és la pressió a la que està sotmès el ventricle a l'instant previ a l'inici de la contracció.
La precàrrega està estretament relacionada amb la pressió sanguínia venosa i la velocitat del retorn venós, que depenen del to venós i del volum de sang circulant.